# City Kids
„City Kids“ је четврти студијски албум групе Парни ваљак, сниман и миксован у Милану, у студију General Recording Sound, а објављен под издавачком лиценцом CBS. Садржи 10 препева на енглески раније објављених песама, од тога 9 са трећег, а албум затвара песма „When The Show Is Done“ по оригиналној „Представи је крај“ са првог албума. Аутор песме „New Direction“ је Џони Штулић, а све остале је написао Хусеин Хасанефендић.

## Списак песама
1. („Уличне туче“) – 1:50
2. („Вруће усне“)
3. („Моја боља половица“)
4. („700 миља од куће“) – 4:00
5. („Једну карту за натраг“) – 3:24
6. („Јаблане!“)
7. („Страница дневника“) – 4:40
8. („Храст“)
9. („Оаза“)
10. („Представи је крај“) – 3:06